# Parlami d'amore (Marco Armani)
Parlami d'amore è un album in studio del cantautore italiano Marco Armani, pubblicato nel 2007.

## Tracce
1. Parlami d'amore Mariù
2. Vivere
3. Violino tzigano
4. La canzone dell'amore
5. Portami tante rose
6. Mamma
7. Torna piccina
8. La strada nel bosco
9. Soli soli nella notte
10. Lasciami cantare una canzone
11. Tu rire